# Kim (cigaretmærke)
 For alternative betydninger, se Kim. (Se også artikler, som begynder med Kim)
kim er et cigaretmærke, der fremstilles af selskabet British American Tobacco. Der findes to typer: kim Red Slimsize og kim Blue Slimsize, hvor sidstnævnte indeholder halvt så meget nikotin og tjære. På cigaretpakken skrives k småt. Cigaretterne adskiller sig ved at være tyndere og ekstra lange (9,5 cm).
Mærket blev indført i Tyskland i 1970. Det blev aktivt markedsført for kvinder og blev særligt populært blandt kvinder.